# Gelukskoekje

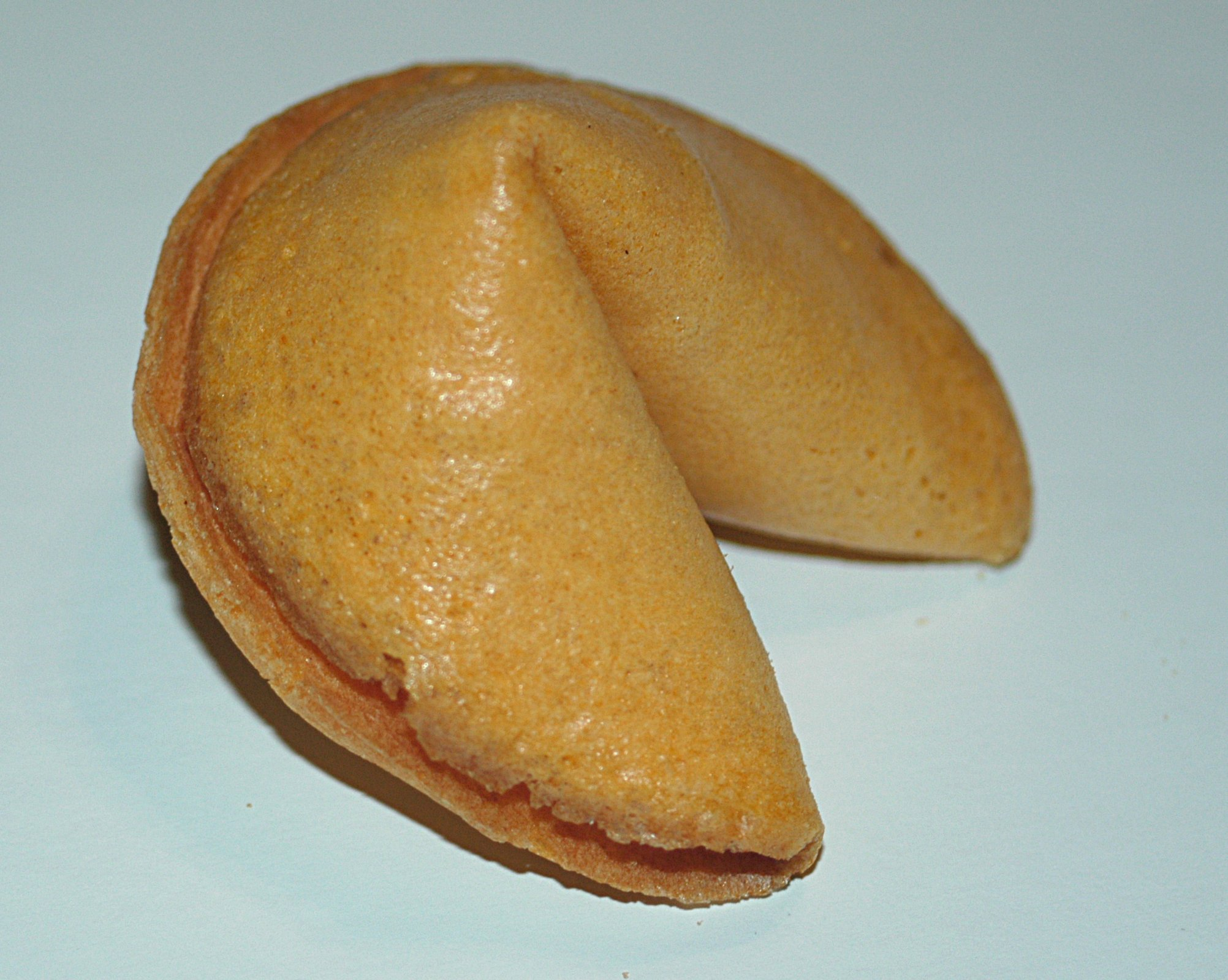
Een gelukskoekje

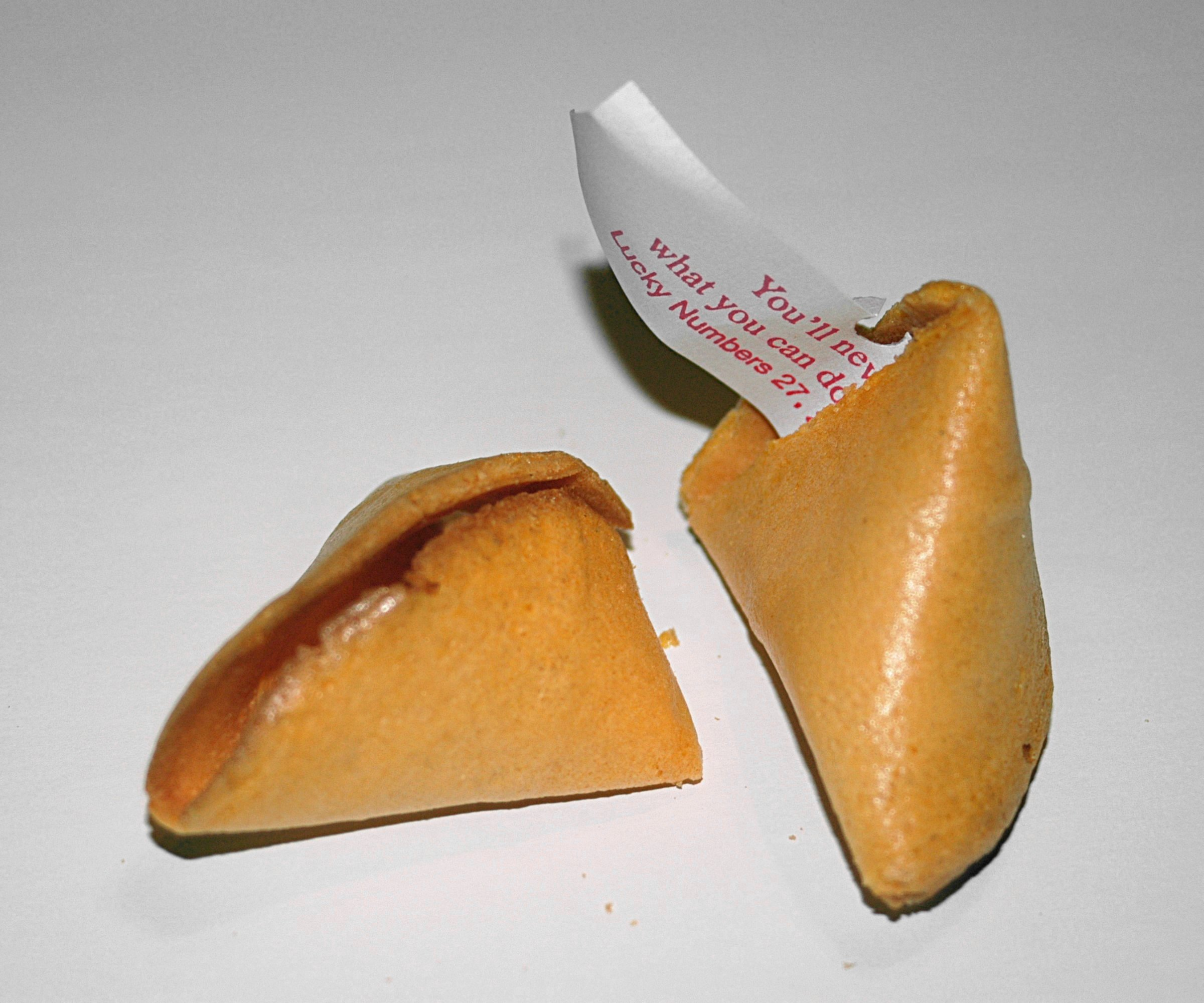
Een geopend gelukskoekje

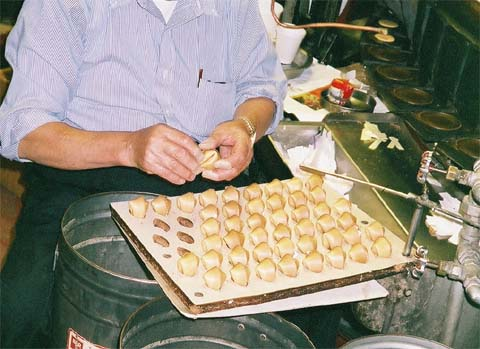
Het vouwen van gelukskoekjes bij de Golden Gate Fortune Cookie fabriek in San Francisco

Een gelukskoekje is een krokant koekje, meestal gemaakt van meel, suiker, vanille en olie, met binnenin een papiertje. Op dit papiertje staat doorgaans een filosofische uitspraak of een vrij algemene toekomstvoorspelling (gelijk aan die in een horoscoop). Ook kan er een reeks geluksgetallen (meestal voor een loterij) en Chinese uitspraken met de bijbehorende vertaling op staan.
In de Verenigde Staten en Canada worden gelukskoekjes vaak als toetje geserveerd in Chinese restaurants, of meegeleverd met maaltijden die worden gehaald bij een afhaalchinees. De koekjes zijn in een dusdanige vorm gebakken, dat ze makkelijk opengebroken kunnen worden om het papiertje eruit te halen.
De exacte oorsprong van gelukskoekjes is niet bekend, maar verschillende groepen immigranten in Californië beweren het fenomeen te hebben geïntroduceerd in de vroege 20e eeuw. Het recept zou gebaseerd zijn op de Japanse senbei. Opvallend is dat inderdaad veel van de immigranten die beweren de gelukskoekjes te hebben bedacht Japanners zijn. Hoewel de koekjes zelf een relatief nieuwe vinding zijn, zou het idee voor koekjes met papiertjes erin ergens in het China van de 14e eeuw liggen. Volgens een legende zou een Chinees die in opstand wilde komen tegen de Mongoolse overheersing in het geheim een opstand hebben gepland, door via berichtjes verstopt in maancake mensen aan te sporen zich te verzetten tegen de Mongolen.
In Amerika en andere Engelstalige landen worden de koekjes Fortune Cookies genoemd, ook door Chinese inwoners. Er bestaat niet echt een Chinees woord voor het fenomeen. De koekjes zijn ook niet echt bekend in China zelf. De grootste producent van gelukskoekjes is het New Yorkse bedrijf Wonton Food, ze produceren zo'n 4,5 miljoen gelukskoekjes per dag.
Op 26 april 2018 besteedde het tv-programma Keuringsdienst van Waarde aandacht aan dit gelukskoekje en ging daarvoor naar de Zaanse Schans waar veel Chinese toeristen komen, de bezoekers daar hadden er nog nooit van gehoord.